# Twisters
Twisters (bra: Twisters; prt: Tornados) é um filme catástrofe americano dirigido por Lee Isaac Chung a com um roteiro de Mark L. Smith. Produzido por Frank Marshall, é uma continuação do filme Twister de 1996 e estrelado por Daisy Edgar-Jones, Glen Powell e Anthony Ramos. O filme foi lançado pela Universal Pictures nos Estados Unidos e pela Warner Bros. Pictures internacionalmente em julho de 2024.
O filme foi bem recebido pelo público e pela crítica.

## Sinopse
A meteorologista Kate Cooper vê três de seus amigos morrerem em um experimento fracassado tentando diminuir um tornado com poliacrilato de sódio, e cinco anos depois se esconde em um emprego tranquilo na Administração Oceânica e Atmosférica Nacional em Nova York. Então seu amigo Javi a recruta para ajudar no teste de um inovador sistema de escaneamento de tornados na temporada de tempestades em Oklahoma. Por lá cruzam seu caminho como Tyler Owens, estrela de redes sociais que vai em busca de tornados para gravar vídeos aventureiros.

## Elenco
- Daisy Edgar-Jones - Kate Cooper
- Glen Powell - Tyler Owens
- Anthony Ramos - Javi
- Brandon Perea - Boone
- Daryl McCormack - Jeb
- Maura Tierney - Cathy Cooper
- Harry Hadden-Paton - Ben
- Sasha Lane - Lilly
- Kiernan Shipka - Addy
- Nik Dodani - Praveen
- David Corenswet - Scott
- Tunde Adebimpe - Dexter
- Katy O'Brian - Dani

## Produção

### Desenvolvimento
Em junho de 2020, um remake de Twister (1996) foi anunciado para estar em desenvolvimento a partir da distribuidora internacional do filme original, Universal Pictures, com Joseph Kosinski nas primeiras negociações para servir como diretor. Frank Marshall e Sara Scott estavam prontos para atuar como produtores no projeto. Em junho de 2021, Helen Hunt expressou interesse em desenvolver uma sequência do filme original. O estúdio rejeitou os planos de Hunt para escrevê-lo e dirigi-lo, devido a sua personagem ter sido morta para a sequência. Em outubro de 2022, a sequência, agora intitulada Twisters, foi anunciada para estar em andamento com um roteiro escrito por Mark L. Smith, e produzido por Marshall, enquanto os diretores Jimmy Chin e Elizabeth Chai Vasarhelyi, Dan Trachtenberg e Travis Knight estavam em negociações para dirigir o projeto; havia esperança de que Hunt reprisasse seu papel, e foi relatado que se concentraria na filha dela e do personagem de Bill Paxton. Em dezembro, Lee Isaac Chung foi contratado para dirigir.
É uma produção de joint-venture entre a Universal Pictures, Warner Bros. Pictures, Amblin Entertainment e a Kennedy/Marshall Company.

### Seleção de elenco
Em março de 2023, Daisy Edgar-Jones se juntou ao elenco no papel principal. Glen Powell e Anthony Ramos foram escalado no mês seguinte. Em maio de 2023, Brandon Perea, Daryl McCormack, Maura Tierney, Sasha Lane, Kiernan Shipka e David Corenswet estavam entre os anunciados como novas adições ao elenco.

### Filmagens
As gravações começaram em Oklahoma City e Okarche, Oklahoma, em maio de 2023. A produção foi interrompida em julho com o começo da Greve da SAG-AFTRA de 2023,  resumindo com a conclusão da greve em novembro, e se encerrando no mês seguinte.

## Lançamento
O filme teve sua estreia em Londres em 8 de julho de 2024, e foi lançado nos Estados Unidos pela Universal Pictures, em 19 de julho de 2024 e internacionalmente pela Warner Bros. No Brasil, foi lançado no dia 11 de julho de 2024, e em Portugal, foi lançado no dia 18 de julho de 2024.

## Recepção
No site agregador de críticas Rotten Tomatoes, 75% das 383 resenhas dos críticos são positivas, com uma classificação média de 6,7/10. O consenso do site diz: "Convocando uma tempestade de espetáculo e levada pelos ventos fortes do carisma de Glen Powell, a previsão de Twisters é esplêndida, com grandes chances de emoções." O Metacritic, que usa uma média ponderada, atribuiu ao filme uma pontuação de 65 em 100, baseado em 55 críticos, indicando críticas "geralmente favoráveis". O público pesquisado pelo CinemaScore deu ao filme uma nota média de "A–" em uma escala de A+ a F, a mesma pontuação do primeiro filme.
Twisters faturou US$371  milhões mundialmente, e enquanto na América do Norte superou a bilheteria do original com US$267,8 milhões, os números internacionais não foram tão altos, com apenas 27.8% do faturamento em contraste à metade da bilheteria total de Twister.